# 198. Infanterie-Division (Wehrmacht)
Die 198. Infanterie-Division (198. ID) war ein Großverband des Heeres der deutschen Wehrmacht im Zweiten Weltkrieg.

## Geschichte

### Aufstellung
Die 198. ID wurde als eine von 13 Infanterie-Divisionen der 7. Aufstellungswelle ab dem 1. Dezember 1939 neu aufgestellt durch den Wehrkreis Böhmen und Mähren und aus den dorthin verlegten Ersatztruppen des Wehrkreises V.

### Unternehmen Weserübung
Nach 4 Monaten Aufstellung und Ausbildung verlegte die 198. ID zu ihrem ersten Kriegseinsatz nach Schleswig-Holstein, um von dort aus im Rahmen der Operation Weserübung gemeinsam mit der 170. Infanterie-Division ab 9. April 1940 in Dänemark einzurücken. Hauptaufgabe war die Besetzung von Kopenhagen und der Inseln Seeland und Fünen, Nebenaufgabe die Besetzung Bornholms.

### Besatzungstruppe Dänemark
Nach kurzer Besatzungszeit in Dänemark verlegte die Division im Juni 1940 zur 1. Armee der Heeresgruppe C.

### Westfeldzug
Verlegt an die Front in Lothringen, wurde sie in der letzten Phase des Westfeldzuges eingesetzt. 

### Besatzungstruppe Frankreich
Es folgte eine weitere Besatzungszeit bis März 1941, diesmal in Ostfrankreich. 

### Verlegung nach Rumänien
Der April 1941 brachte die Verlegung nach Rumänien zum Schutz der rumänischen Grenzen und in Vorbereitung des Angriffs auf die Sowjetunion. 

### Unternehmen Barbarossa
Ab 22. Juni 1941 griff die Division im Verband der 11. Armee über den Fluss Pruth hinweg an. Die Armee hatte die Aufgabe, zusammen mit rumänischen Truppen im 1. Schritt das erst 1940 von der Sowjetunion besetzte, zuvor rumänische Bessarabien zu erobern. Dabei kam es im stark befestigten Grenzgebiet, welches von der sowjetischen Südfront verteidigt wurde, zu ersten Gefechten. Generalmajor Röttig leitete selbst den Übergang über den Pruth, der durch Sprengungen von Wachtürmen auf sowjetischer Flussseite durch Spähtrupps der Division eingeleitet wurde. Diese „gewaltsame Erkundung“ wurde rasch ausgedehnt und der Grenzort Sculeni erobert. Die Hauptaufgabe fiel dabei dem IR 305 zu, welches den Brückenkopf gegen starken Feindwiderstand verteidigte. Erst am 1. Juli 1941, als die übrigen Divisionen des XXX. Armeekorps nachrückten, setzte die 198. ID ihren Angriff aus dem Brückenkopf heraus fort.
Im weiteren Verlauf kämpfte die Division ab August 1941 im Verband der Panzergruppe 1 (später 1. Panzerarmee) in der Süd- und Ostukraine, unter anderem bei den Offensiven auf die Großstädte Dnjepropetrowsk und Rostow am Don. Nach der durch sowjetische Gegenangriffe erzwungenen Räumung von Rostow im Dezember 1941 verteidigte die Division im Winter und Frühjahr 1942 den Flussabschnitt am Mius.

### Offensive 1942
Die Sommeroffensive 1942 im Südabschnitt der Ostfront erlebte die Division im Verband der 17. Armee. Die Beteiligung an der Wiedereroberung von Rostow im Juli und an der Eroberung der Hauptstadt des Kubangebietes, Krasnodar, im August waren wichtige Kampfabschnitte, gefolgt von der Erreichung des Westkaukasus in Richtung auf die Hafenstadt Tuapse, die jedoch nicht mehr eingenommen werden konnte. Die erlahmende deutsche Offensivkraft und der sich weiter versteifende sowjetische Widerstand führten zu einem Stellungskrieg bis in den Winter 1942/43 hinein.

### Kuban-Brückenkopf
Die sehr schwierig gewordene Gesamtlage am Südabschnitt der Ostfront führte ab Januar 1943 zur Räumung des Kaukasusraumes und Rückführung der 17. Armee auf den sogenannten „Kuban-Brückenkopf“, der zuerst noch die Stadt Krasnodar mit umfassen sollte (dort führte die Division erneut schwere Kämpfe), dann aber eine Verkleinerung auf den Bereich der Taman-Halbinsel und der Hafenstadt Noworossijsk erfuhr.
Im Februar 1943 entwickelten sich nach der Seelandung sowjetischer Truppen in der Bucht von Noworossijsk um das sogenannte „Kleine Land“ an der Schwarzmeerküste schwere Kämpfe. Die 198. ID gehörte zu den ersten verfügbaren Eingreiftruppen, welche den sowjetischen Brückenkopf beseitigen sollten. Das GR 305 kämpfte bei Stanitschka unter schweren Bedingungen im Häuserkampf und erlitt dabei große Verluste. Insgesamt dauerte die Schlacht um das „Kleine Land“ sieben Monate, wobei vier deutsche Divisionen und einige rumänische Regimenter gegen zuletzt fast 80.000 Rotarmisten mit 600 Geschützen kämpften.

### Auffrischung
Im April 1943 verlegte die 198. Infanterie-Division aus dem Kubanbrückenkopf als Reservedivision der Heeresgruppe Süd in den Raum Saporoshje, wo sie eine erste Auffrischung durchführen konnte. Es folgte die Verlegung an den vorerst ruhigen Frontabschnitt bei Isjum im Verband des III. Pz. Korps der 1. Panzerarmee.

### Unternehmen Zitadelle
Im Juli 1943 war die Division im Verband der Armeeabteilung Kempf im Rahmen des Unternehmens Zitadelle an der Panzerschlacht von Prochorowka und an den Kämpfen zwischen Belgorod und Korotscha beteiligt. 

### 4.Schlacht um Charkow während Belgorod-Charkower Operation
Im August 1943 kämpfte die 198. ID im Verband der durch Umbenennung der Armeeabteilung Kempf entstandenen 8. Armee in der 4. Schlacht um Charkow, das am 23. August verloren ging. Hierbei kam es zu merklichen Erschöpfungserscheinungen nicht weniger Truppenteile, deren Kampfmoral im Stabe der Heeresgruppe Süd wie folgt beschrieben wurde:

„Die Panikstimmung in der Truppe muss überwunden werden. Die 198. und 168. ID stehen auf Breiten, in denen Feindangriffe abgewiesen werden können. Es darf nicht zurückgegangen werden. Es ist unverständlich, dass sich die kampfkräftige 198. ID aus Belgorod herausdrücken ließ.“

„Beide Divisionen hätten die Front im wesentlichen auch gehalten, sind aber umfasst. Wenn heute nacht nicht zurückgegangen worden wäre, hätte es eine viel größere Panne gegeben.“

### Divisionskampfgruppe 198. ID
Der unvermeidlich gewordene Rückzug der Heeresgruppe Süd auf die Ostwallstellung am Fluss Dnjepr im September 1943 führte die 198. Infanterie-Division an den Mittellauf des Flusses und brachte ihr weitere Verluste, so dass sie zeitweise nur noch als „Kampfgruppe der 198. ID“ bezeichnet wurde. 
Ab November 1943 kämpfte die Division im Großraum Kiew-Fastow-Shitomir im Verband der 4. Panzerarmee. In wechselvollen Kämpfen gelang es, wenn auch mit größerem Raumverlust, die sowjetische Offensive zeitweise zu verlangsamen und auch Gegenangriffe zu führen. Im Januar 1944 kam es zu einem größeren Einbruch der 1. Ukrainische Front im Bereich Kanew, der zur Verlegung der 198. ID in den Raum Kanew-Tscherkassy führte, wo sie sich schweren Angriffen ausgesetzt sah. 

### Kessel von Tscherkassy
Am 26. Januar 1944 konnte die Division ihre Verteidigungsstellung gegen die 1. Ukrainische Front nicht mehr halten, wodurch diese schnell weiter vorstoßen und am 28. Januar bei Swenigorodka mit der von Osten heranrückenden 2. Ukrainischen Front einen Ring um 2 Armeekorps der 8. Armee Kessel bei Tscherkassy schließen konnte. Die 198. ID befand sich außerhalb des Kessels und schützte die Flanken des Entlastungsangriffes des III. Panzerkorps im Verband der 1. Panzerarmee. Der Entsatzangriff schlug nicht voll durch, dennoch gelang es größeren Teilen der eingeschlossenen Verbände, auszubrechen, jedoch mit schwersten Verlusten. Nach dieser Winterschlacht war die 198. ID wieder auf eine Kampfgruppe zusammengeschmolzen und musste – nach weiteren Einsätzen in der Südukraine und in Bessarabien im Verband der 8. Armee – mit ihren Resten herausgelöst und zur Neuaufstellung verlegt werden.

### Wiederaufstellung 1944
Diese erfolgte im Juni 1944 durch Zuführung von Genesenen, vor allem aber durch Verschmelzung mit der neu aufgestellten sogenannten „Schattendivision Böhmen“, die zum Zwecke der Auffrischung zerschlagener Divisionen aus Einheiten des Ersatzheeres zusammen mit drei anderen Schattendivisionen entstanden war. 

### Verlegung nach Südfrankreich
Die Verlegung der wieder aufgefüllten Division im Juli 1944 in den Verband der 19. Armee nach Südfrankreich brachte eine letzte Erholungs- und Ausbildungszeit. 

### Rückzug im Rhonetal
Die Landung der Alliierten am 19. August 1944 im Bereich Toulon führte dann für die 198. ID zur Verlegung in das Rhonetal und zu schweren Rückzugskämpfen in Richtung Norden, bei denen sie erneut sehr starke Verluste erlitt und nur unzureichend mit zahlreichen Splittergruppen und anderen Resteinheiten aufgefüllt werden konnte. Weiter im Verband der 19. Armee kämpfend verlief der Weg der Division über Burgund und die Vogesen in das Elsass, wo sie noch einmal monatelange Stellungskämpfe erlebte.

### Unternehmen Sonnenwende
Im Januar 1945 nahm die 198. ID zusammen mit der Panzerbrigade 106 Feldherrnhalle am Unternehmen „Sonnenwende“ teil, welches neben dem Unternehmen Nordwind einen Angriff auf Straßburg und eine Entlastung des Brückenkopfes Elsass zum Ziel hatte. Letztlich scheiterten alle diese Angriffe jedoch an der Überlegenheit der amerikanischen und französischen Verbände und endeten mit der Räumung des Elsass.

### Oberrhein
Das Halten der Oberrheinfront gelang noch bis in den April 1945, weil erst dann die Feindarmeen zum Angriff auf Baden und Württemberg von Norden her ansetzten. Die 198. ID führte ihre letzten Gefechte auf dem Rückzug über Heidelberg, Schwäbisch Hall, Gaildorf sowie Günzburg.

### Kapitulation
Die Division musste Ende April 1945 vor US-Truppen im Bereich Mindelheim kapitulieren.

## Bücher von Divisionsangehörigen
1961 brachte das Kameradenhilfswerk und Traditionsverband der ehemaligen 198. Infanterie-Division das Buch Zwischen Kattegat und Kaukasus: Weg und Kämpfe der 198. Infanterie-Division 1939–1945 von Gerhard Graser heraus. 1999 erschien das Buch Five Years, Four Fronts – The War Years of Georg Grossjohann von Georg Grossjohann, einem Offizier der Division.

## Personen
| Dienstzeit                            | Dienstgrad                   | Name                  |
| ------------------------------------- | ---------------------------- | --------------------- |
| 23. November 1939 bis 10. Januar 1940 | Oberst                       | Hans Windeck          |
| 10. Januar 1940 bis 10. April 1942    | Generalmajor/Generalleutnant | Otto Roettig          |
| 10. April bis 6. September 1942       | Oberst/Generalmajor          | Albert Buck           |
| 6. September 1942 bis 5. Februar 1943 | Generalmajor                 | Ludwig Müller         |
| 5. Februar 1943 bis 1. Juni 1944      | Oberst/Generalmajor          | Hans-Joachim von Horn |
| 1. Juni bis 1. August 1944            | Generalmajor                 | Otto Richter          |
| 1.–5. August 1944                     | Generalleutnant              | Kurt Oppenländer      |
| August 1944                           | Oberst                       | Alfred Kuhnert        |
| 28. August 1944 bis 3. September 1944 | Oberstleutnant               | Freiherr von Finck    |
| 1. September 1944 bis 18. Januar 1945 | Oberst/Generalmajor          | Otto Schiel           |
| 18. Januar bis 26. April 1945         | Generalmajor                 | Konrad Barde          |
| 26. April bis 8. Mai 1945             | Generalleutnant              | Helmut Staedke        |

| Dienstzeit                         | Dienstgrad     | Name                             |
| ---------------------------------- | -------------- | -------------------------------- |
| 5. Januar bis 25. Oktober 1940     | Oberstleutnant | Karl Klotz                       |
| 25. Oktober 1940 bis April 1942    | Oberstleutnant | Bernhard-Georg von Watzdorf      |
| unbekannt bis 6. September 1942    | Major          | Erich Buhl                       |
| 15. November 1942 bis 1. Juli 1943 | Major          | Friedrich-Wilhelm von Graevenitz |
| 10. Dezember 1943 bis 30. Mai 1944 | Oberstleutnant | Heinrich Schäfer                 |
| 30. Mai bis 30. September 1944     | Oberstleutnant | Freiherr von Finck               |
| 30. September 1944 bis 1945        | Major          | Robert Grauer                    |

## Gliederung

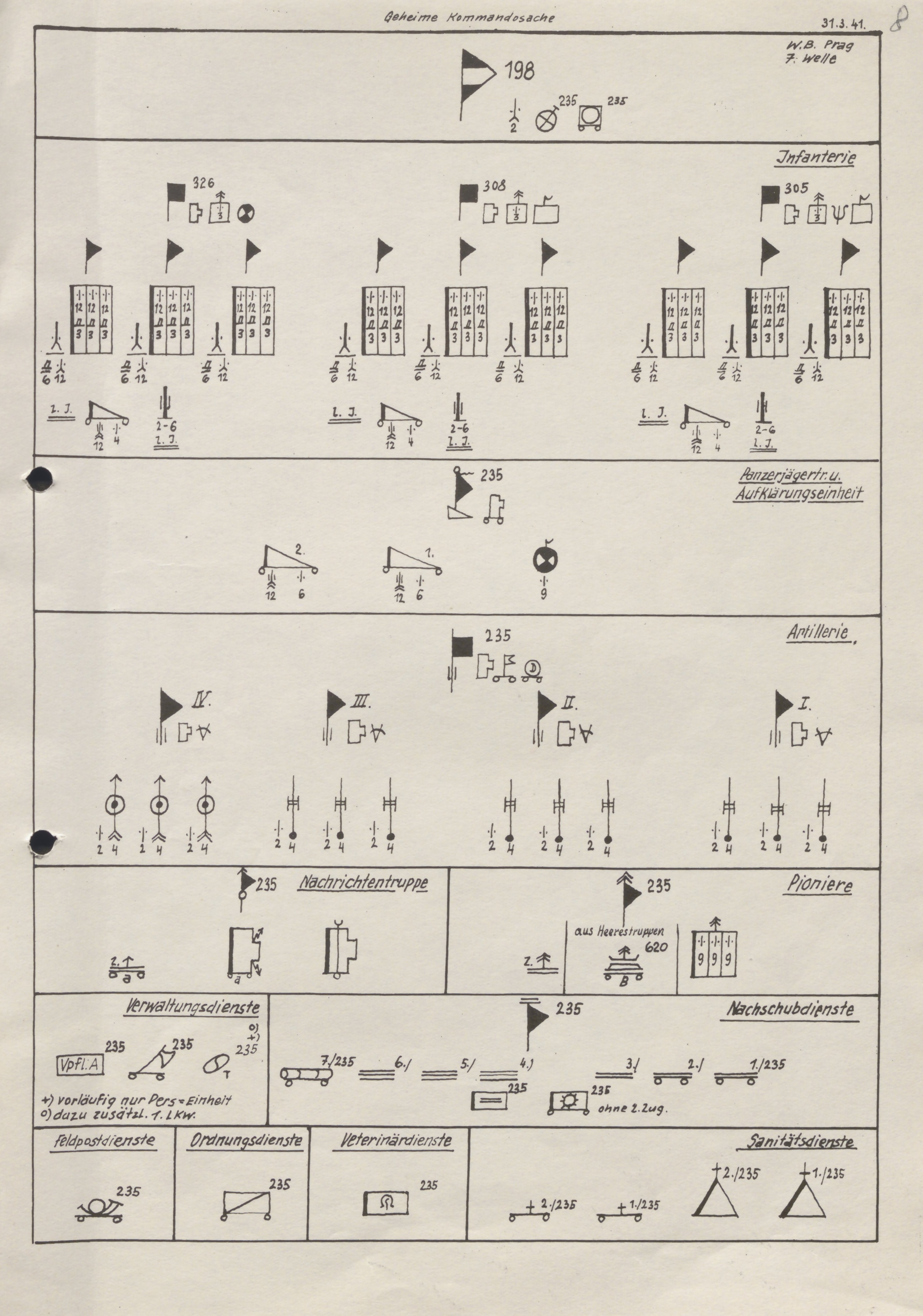
Gliederung der 198. Inf. Div. vom 31. März 1941, Taktische Zeichen

| 1940                       | 1942                      | 1943–1945                 |
| -------------------------- | ------------------------- | ------------------------- |
| Infanterie-Regiment 305    | Grenadier-Regiment 305    | Grenadier-Regiment 305    |
| Infanterie-Regiment 308    | Grenadier-Regiment 308    | Grenadier-Regiment 308    |
| Infanterie-Regiment 326    | Grenadier-Regiment 326    | Grenadier-Regiment 326    |
| –                          | –                         | Füsilier-Bataillon 198    |
| –                          | –                         | Feldersatz-Bataillon 235  |
| Artillerie-Regiment 235    |                           |                           |
| Panzerabwehr-Abteilung 235 | Panzerjäger-Abteilung 235 | Panzerjäger-Abteilung 235 |
| Pionier-Bataillon 235      |                           |                           |
| Nachrichten-Abteilung 235  |                           |                           |
| Versorgungseinheiten 235   |                           |                           |

## Bekannte Divisionsangehörige
- Wolfgang Keilig (1915–1984), war ein deutscher Offizier, zuletzt Brigadegeneral der Bundeswehr und Militärschriftsteller